# Furuno
Furuno Electric Co., Ltd. (古野電気株式会社, Furuno Denki Kabushiki-gaisha) (古野電気株式会社, Furuno Denki Kabushiki-gaisha?) ou Furuno é uma empresa japonesa de eletrônicos cujos principais produtos são eletrônica marítima, incluindo sistemas de radar como sonar para pesca e instrumentos de navegação.